# Iber
Iber è stata una serie a fumetti italiana di fantascienza ideata da Antonio Mancuso e disegnata da Antonio Toldo, edita dal 1972 sulla rivista Intrepido; alcune storie sono state ripubblicate dal 1973 al 1976 nella testata dall'omonimo titolo: IBER.

## Trama
Alla fine del XX secolo l'Umanità decide di ibernare i maggiori scienziati di tutto il Mondo, esperti in varie materie per poi risvegliarli qualora le necessità impongano di far ricorso alla loro esperienza. Tuttavia un cataclisma avvenuto nell'Artide, sede della struttura ove i duecento scienziati erano custoditi, li risveglia anticipatamente causando una mutazione nei loro cervelli. Assetati di potere essi si organizzano per la conquista del Mondo, ostacolati dall'organizzazione internazionale "Nemo", diretta dallo scienziato Ussel e dal capitano Mank.
Gli Iber hanno la particolarità di generare figli che diventano adulti in pochissimo tempo e di sciogliersi in acqua non appena morti. Gli Iber, inoltre, se prossimi alla morte, possono mutare in Iber chi gli è vicino, colpendolo con una speciale pistola e impiantando in questi la propria volontà.

## Personaggi
Antony MankUfficiale dell'organizzazione Nemo, combatte intransigente gli Iber.
Alga RitterLa fidanzata di Antony Mank. Tramutata in Iber suo malgrado, viene creduta morta, uccisa dallo stesso Mank. In realtà verrà salvata dagli Iber e riconsegnata priva di memoria alla Nemo mesi dopo. Durante la sua assenza, incinta, ha dato alla luce un bambino, figlio di Mank.
SumoUfficiale della Nemo e amico di Mank.
UsselLo scienziato e filosofo a capo della Nemo. Un ex-Iber che non ha subito alterazioni ed è fuggito dall'Artide per aiutare l'Umanità.

## Storia editoriale
La serie è stata ideata da Antonio Mancuso e disegnata da Antonio Toldo; la prima puntata è stata pubblicata nel 1972 come inserto del numero 9 della rivista Intrepido con copertina di Walter Molino.
La serie è stata pubblicata in Francia alla fine degli anni 1970 sulla rivista Atémi con il titolo di Hiber.

### Intrepido
Fu pubblicata in ventiquattro puntate dalla casa Editrice Universo tra il 1972 e il 1973 sulla rivista settimanale Intrepido, ogni due numeri. La prima storia uscì come inserto al numero  del 1972 della rivista. Le storie totali furono ventiquattro:
1. pubblicata nel 1972 come inserto all'Intrepido numero 9;
2. pubblicata nel 1972, nel numero 11 dell'Intrepido;
3. pubblicata nel 1972, nel numero 13 dell'Intrepido;
4. pubblicata nel 1972, nel numero 15 dell'Intrepido;
5. pubblicata nel 1972, nel numero 17 dell'Intrepido;
6. pubblicata nel 1972, nel numero 19 dell'Intrepido;
7. pubblicata nel 1972, nel numero 21 dell'Intrepido;
8. pubblicata nel 1972, nel numero 23 dell'Intrepido;
9. pubblicata nel 1972, nel numero 25 dell'Intrepido;
10. pubblicata nel 1972, nel numero 27 dell'Intrepido;
11. pubblicata nel 1972, nel numero 29 dell'Intrepido;
12. pubblicata nel 1972, nel numero 31 dell'Intrepido;
13. pubblicata nel 1972, nel numero 33 dell'Intrepido;
14. pubblicata nel 1972, nel numero 35 dell'Intrepido;
15. pubblicata nel 1972, nel numero 37 dell'Intrepido;
16. pubblicata nel 1972, nel numero 39 dell'Intrepido;
17. pubblicata nel 1972, nel numero 41 dell'Intrepido;
18. pubblicata nel 1972, nel numero 43 dell'Intrepido;
19. pubblicata nel 1972, nel numero 45 dell'Intrepido;
20. pubblicata nel 1972, nel numero 47 dell'Intrepido;
21. pubblicata nel 1972, nel numero 49 dell'Intrepido;
22. pubblicata nel 1972, nel numero 51 dell'Intrepido;
23. pubblicata nel 1973, nel numero 6 dell'Intrepido;
24. pubblicata nel 1973, nel numero 8 dell'Intrepido.

### AlboIBER
La serie fu ristampata dal 1973 al 1976 in un albo dedicato, dal titolo IBER, ciascuno comprendente due storie. La pubblicazione vide l'uscita di otto numeri totali e ripubblicò le prime sedici storie della serie. La pubblicazione era inizialmente semestrale ma dal numero 6 divenne trimestrale, interrompendo le uscite al numero 8.
1. Venuto dal ghiaccio in edicola il 13 luglio 1973;
2. Micromorte, in edicola il 13 gennaio 1974;
3. Allarme a Sapporo, in edicola il 15 luglio 1974;
4. L'uomo dai due cervelli, in edicola il 15 gennaio 1975;
5. Ombre di ghiaccio, in edicola il 1º aprile;
6. La mummia vivente, in edicola il 1º luglio;
7. Morte in incubazione, in edicola il 1º ottobre 1975;
8. Ordine di esecuzione, in edicola il 1º gennaio 1976.